# George Ritchie
Pour les articles homonymes, voir Ritchie.
George Ritchie (Édimbourg, 16 avril 1848 - Kelso, 31 janvier 1896) est un joueur international écossais de rugby.
Il fait partie de l'équipe d'Écosse de rugby qui affronte l'Angleterre dans ce qui constitue le tout premier match international de rugby de l'histoire, en 1871. Il aurait pu à cette occasion devenir le tout premier joueur à marquer un essai lors d'un match international, mais il a vu son essai refusé injustement selon lui.

## Carrière en rugby

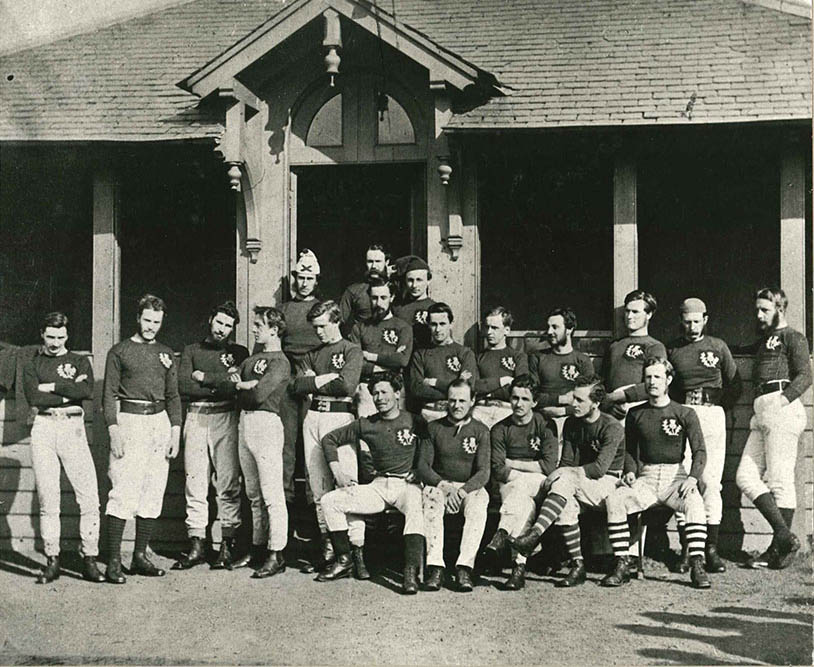
La première équipe nationale de rugby d'Écosse, lors du match de mars 1871 contre l'Angleterre à Édimbourg.

George Ritchie naît à Édimbourg le 16 avril 1848.
Il évolue dans sa ville natale comme forward (avant) au sein des Merchistonians,.
Ritchie fait partie de la toute première équipe d'Écosse de rugby lors du tout premier match international de rugby de l'histoire. Au cours de ce match, il inscrit un essai, cependant, « les Anglais s'opposent vigoureusement à cette tentative » : un joueur anglais prétend en effet avoir aplati le ballon avant Ritchie et les arbitres refusent l'essai pour la deuxième fois du match,. Heureusement pour l'Écosse, Angus Buchanan marque un essai validé que transforme Cross, permettant à son pays de mener 1 à 0. L'Écosse et l'Angleterre marqueront un autre essai chacun, sans les transformer, scellant ainsi le score final de cette première rencontre,,.
Voyant son essai refusé, Ritchie manque de devenir le premier joueur à marquer un essai international de l'histoire, et il clamera toute sa vie qu'il était valable. Il n'est plus sélectionné par la suite.
George Ritchie meurt à Kelso le 31 janvier 1896, à l'âge de 47 ans.